# Tullio Gonnelli
Tullio Gonnelli (Pieve di Cento, 21 novembre 1912 – Hampden, 12 gennaio 2005) è stato un velocista italiano, medaglia d'argento con la staffetta 4×100 metri italiana, ai Giochi olimpici di Berlino 1936.

## Biografia
Ai Campionati europei di atletica leggera fu 6º nel 1934 sui 200 m e 4º con la staffetta nel 1938.

## Palmarès
| Anno | Manifestazione  | Sede    | Evento      | Risultato | Prestazione | Note |
| ---- | --------------- | ------- | ----------- | --------- | ----------- | ---- |
| 1934 | Europei         | Torino  | 200 metri   | 6º        | 21"9        |      |
| 1936 | Giochi olimpici | Berlino | 4×100 metri | Argento   | 41"1        |      |
| 1938 | Europei         | Parigi  | 4×100 metri | 4º        | 41"3        |      |

## Campionati nazionali
- ai Campionati italiani assoluti di atletica leggera, 100 metri piani (1935)[2]
- ai Campionati italiani assoluti di atletica leggera, 200 metri piani (1935, 1938, 1939, 1940)[2]